# 金黄叉舌鰕虎鱼
金黄舌鰕虎魚（学名：Glossogobius aureus）为輻鰭魚綱鱸形目鰕虎魚科叉舌鰕虎魚屬的鱼类。

## 分布
本魚分布於印度太平洋區，包括中國、臺灣、澳洲、日本、印尼、柬埔寨、寮國、泰國、馬來西亞、新加坡、越南等，屬于暖水性底层鱼类。其一般生活于河口咸淡水水域以及也生活于江河下游淡水中。该物种的模式产地在日本冲绳。

## 特徵
本魚體延長略成圓柱狀，腹鰭癒合成吸盤，鱗片大，魚體呈淡棕色或黃棕色，體側有一縱列5個黑斑，腹部灰白色；鰓蓋具金黃色斑且尾柄具一黑斑，背鰭硬棘7枚，背鰭軟條7至11枚，臀鰭硬棘1枚，臀鰭軟條7至9枚，體長可達25公分。

## 生態
本魚棲息在沿海、河口、內灣或紅樹林等沙泥底質水流平緩的地區，屬廣鹽性魚類，屬肉食性，以小魚及小型甲殼類為食。

## 經濟利用
可作為食用魚。

## 扩展阅读
維基物種上的相關：金黄叉舌鰕虎魚